# Die drei Pintos
Die drei Pintos est un opéra-comique en trois actes, commencé par Carl Maria von Weber en 1820 sur un livret de Theodor Hell (de), et resté inachevé à sa mort en 1826.
L'œuvre est complétée plus de soixante ans plus tard par Gustav Mahler, qui en assure la création à Leipzig en 1888.

## Genèse
Le livret, inspiré du roman Der Brautkampf (1819) de Carl Seidel (de), est confié à Weber par son ami Theodor Hell (de) en 1821. Weber commence la composition mais interrompt le travail pour se consacrer à Euryanthe et Oberon. À sa mort, seuls sept numéros sont esquissés, représentant environ 1 700 mesures.

## Complétion par Mahler
Après plusieurs tentatives infructueuses de la famille Weber pour faire achever l'œuvre (notamment par Giacomo Meyerbeer), c'est le petit-fils du compositeur, Carl von Weber, qui confie les fragments à Gustav Mahler en 1887. Mahler déchiffre les esquisses, orchestre les passages existants et compose treize numéros supplémentaires en s'appuyant sur les thèmes de Weber.

## Argument
L'histoire repose sur un quiproquo autour du personnage de Don Pinto, qui est successivement imité par deux autres protagonistes. Le titre fait référence aux trois incarnations du même personnage, dans une intrigue comique et satirique sur les apparences et les identités.

## Création
L'opéra est créé le 20 janvier 1888 au Neues Stadttheater de Leipzig, sous la direction de Mahler. La première est saluée par des personnalités telles que Richard Strauss et Piotr Ilitch Tchaïkovski, et contribue à établir Mahler comme compositeur et orchestrateur de talent.

## Réception et postérité
L'œuvre est bien accueillie à sa création, mais reste relativement peu jouée par la suite. Elle est aujourd'hui considérée comme un exemple rare de collaboration posthume entre deux compositeurs majeurs du XIXe siècle.

## Réception critique
À sa création en 1888 à Leipzig, l'opéra reçoit un accueil favorable de la presse locale et des musiciens influents. Le compositeur Richard Strauss exprime son admiration pour le travail d'orchestration de Gustav Mahler et Tchaïkovski lui-même aurait salué l'audace du projet.
Les critiques soulignent la cohérence stylistique entre les esquisses de Weber et les ajouts de Mahler, malgré leurs contextes distincts. Le musicologue Henry-Louis de La Grange note : « Mahler réussit un tour de force en ne trahissant ni Weber ni lui-même ».
Aujourd'hui, l'œuvre est analysée comme un exemple rare de collaboration posthume. Elle suscite un intérêt croissant chez les chercheurs, notamment pour sa valeur historique dans l'évolution du style mahlérien.

## Représentations modernes
L'opéra reste peu joué, souvent perçu comme une curiosité musicologique. Toutefois, certaines productions récentes ont tenté de le remettre en lumière.
En 2003, le Wexford Festival Opera en Irlande propose une nouvelle production de l'œuvre, dirigée par Paolo Arrivabeni et mise en scène par Michal Znaniecki. Les décors et les costumes sont signés Kevin Knight. La lecture comique de l'œuvre et l'approche visuelle inventive ont été saluées par la critique, notamment pour leur fidélité à l'esprit burlesque du livret original.
En mai 2019, le théâtre Bolchoï de Moscou présente Die drei Pintos dans une mise en scène de Mikhail Kislyarov, avec des décors de Sergei Barkhin. La production met l'accent sur la dimension comique et satirique, avec une esthétique évoquant le théâtre espagnol baroque.
L'œuvre est aussi apparue dans des festivals thématiques tels que le Festival Mahler de Toblach en 2020, lors d'un colloque sur les œuvres inachevées.